# Tongxi
Tongxi (kinesiska: 铜溪) är en köping i sydvästra Kina. Den ligger i stadsdistriktet Hechuan i storstadsområdet Chongqing, omkring 65 kilometer nordväst om det centrala stadsdistriktet Yuzhong. Antalet invånare är 29 699. Befolkningen består av 14 715 kvinnor och 14 984 män. Barn under 15 år utgör 13,0 %, vuxna 15-64 år 69 %, och äldre över 65 år 16,0 %.